# Melasis buprestoides
Melasis buprestoides är en skalbaggsart som först beskrevs av Carl von Linné 1761.  Melasis buprestoides ingår i släktet Melasis, och familjen halvknäppare. Enligt den finländska rödlistan är arten starkt hotad i Finland. Arten är reproducerande i Sverige. Artens livsmiljö är naturlundskogar.

## Bildgalleri

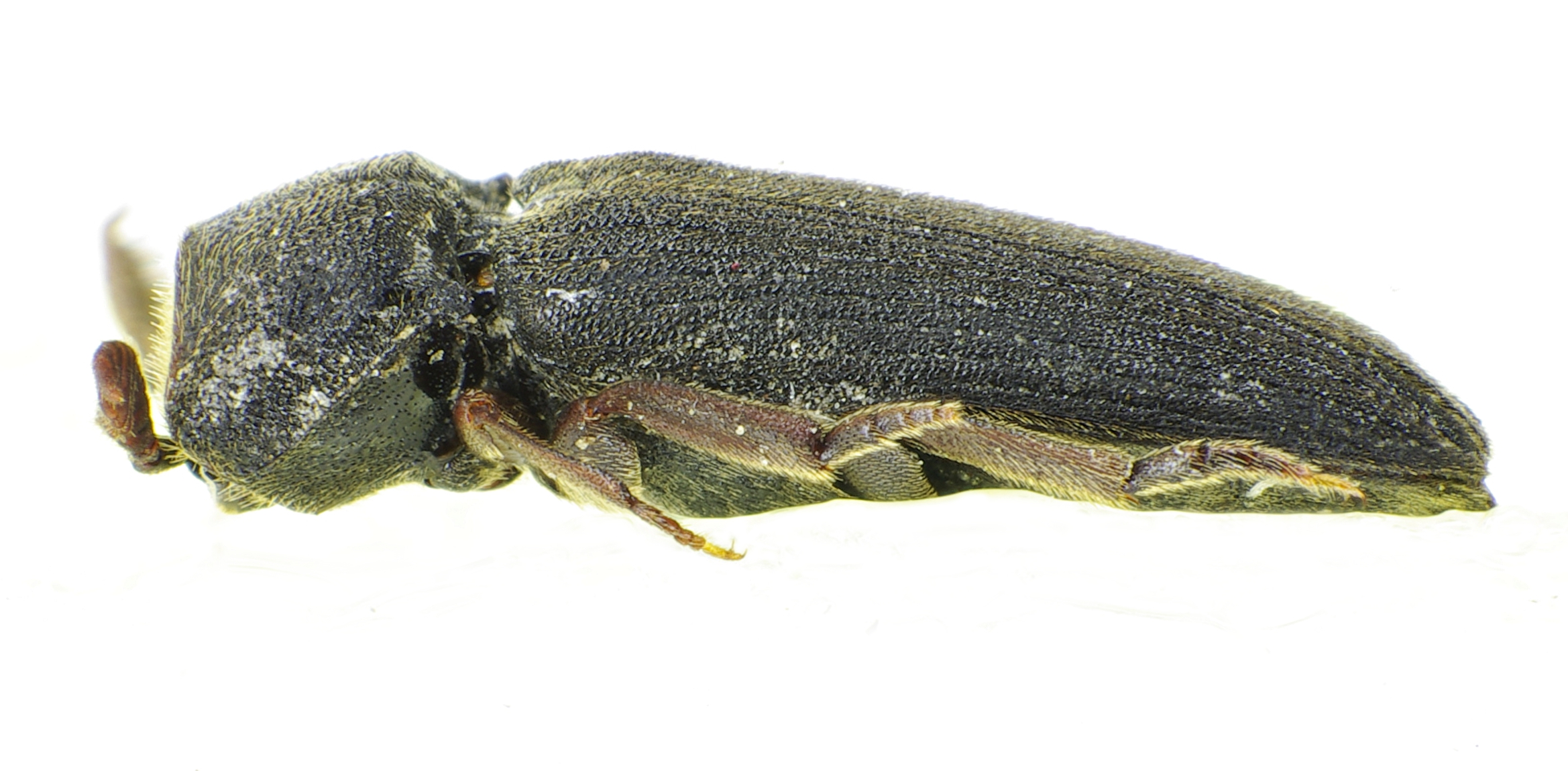